# Granadai füzikelombgébics
A granadai füzikelombgébics (Hylophilus flavipes) a madarak osztályának verébalakúak (Passeriformes) rendjébe és a lombgébicsfélék (Vireonidae) családjába tartozó faj.

## Rendszerezése
A fajt Frédéric de Lafresnaye francia ornitológus írta le 1866-ban.

## Alfajai
- Hylophilus flavipes acuticauda Lawrence, 1865
- Hylophilus flavipes lavipes Lafresnaye, 1845
- Hylophilus flavipes galbanus Wetmore & W. H. Phelps Jr, 1956
- Hylophilus flavipes insularis P. L. Sclater, 1861
- Hylophilus flavipes melleus Wetmore, 1941
- Hylophilus flavipes viridiflavus Lawrence, 1861
- Hylophilus flavipes xuthus Wetmore, 1957[2]

## Előfordulása
Dél-Amerikában, Kolumbia és Venezuela területén honos. Természetes élőhelyei a szubtrópusi vagy trópusi síkvidéki esőerdők, lombhullató erdők és mangroveerdők, valamint cserjések. Állandó, nem vonuló faj.

## Megjelenése
Testhossza 12 centiméter.

## Életmódja
Ízeltlábúakkal táplálkozik.

## Természetvédelmi helyzete
Az elterjedési területe rendkívül nagy, egyedszáma pedig stabil. A Természetvédelmi Világszövetség Vörös listáján nem fenyegetett fajként szerepel.